# Lemmus nigripes
Lemmus nigripes — вид лемінгів, поширених у Сибіру, Алясці, Канаді.

## Таксономія
Раніше його вважали конспецифічним з канадським лемінгом (L. trimucronatus), причому обидва види об'єднували, але генетичні дослідження підтвердили, що обидва види є окремими один від одного.

## Розповсюдження
Цей вид зустрічається по обидва боки Берингового моря, а його поширення приблизно збігається з колишнім суходолом Берингія, яку він, ймовірно, населяв до часткового затоплення.
У Сибіру зустрічається на схід від річки Колима (східносибірський лемінг, L. paulus, зустрічається на захід від річки), поширений по більшій частині Чукотки, північному Магадані та північному Камчатському краї. Розрізнена популяція також присутня на півдні Камчатського півострова, де зазвичай мешкає лише L. paulus.
У Північній Америці він зустрічається на більшій частині американського штату Аляска (включаючи багато островів, таких як острів Святого Лаврентія та острів Нунівак) та прилеглих частинах Юкону, Канада, але не зустрічається на південь від Аляскинського хребта, де його замінює L. trimucronatus.